# Lagerstroemia huamotensis
Lagerstroemia huamotensis är en fackelblomsväxtart som beskrevs av W.J.de Wilde och Duyfjes. Lagerstroemia huamotensis ingår i släktet Lagerstroemia och familjen fackelblomsväxter. Inga underarter finns listade i Catalogue of Life.